# Prichodi na menja posmotret'
Prichodi na menja posmotret' (Приходи на меня посмотреть) è un film del 2000 diretto da Michail Agranovič e Oleg Jankovskij.

## Trama
Il film racconta di una donna anziana Sof'ja Ivanovna, che è assistita dalla sua unica figlia Tanja. E improvvisamente Sof'ja stava per lasciare questo mondo.